# China Seas
China Seas és una pel·lícula estatunidenca dirigida per Tay Garnett i estrenada l'any 1935.

## Repartiment
- Clark Gable: Capità Alan Gaskell
- Jean Harlow: Dolly «China Doll» Portland
- Wallace Beery: Jamesy MacArdle
- Rosalind Russell: Sybil Barclay
- Lewis Stone: Tom Davids
- Dudley Digges: Mr Dawson
- C. Aubrey Smith: Sir Guy Wilmerding
- Robert Benchley: Charlie McCaleb
- William Henry: Rockwell
- Liev de Maigret: Olga Vollberg
- Akim Tamiroff: Paul Romanoff
- Hattie McDaniel: Isabel McCarthy